# Eva & The Heartmaker
Eva & The Heartmaker, bildat 2005 i Oslo, är en norsk musikgrupp. Medlemmarna är Eva Weel Skram (född i Sogndal, Norge 17 december 1985) och Thomas Stenersen. Eva Weel Skram kom på sjätte plats i den tredje säsongen av den norska versionen av Idols. De har släppt tre studioalbum och ett par singlar som placerat sig högt på de norska musiklistorna.

## Diskografi
Album
- 2006 – Behind Golden Frames
- 2009 – Let's Keep This Up Forever
- 2011 – Dominoes
- 2013 – Traces Of You
- 2018 – Finne heim (som Eva Weel Skram)

EP
- 2013 – Tokyo Shuffle

Singlar
- 2006 – "Stupid Heart"
- 2009 – "Please!"
- 2009 – "Superhero"
- 2010 – "Mr. Tokyo"
- 2010 – "Signals"
- 2010 – "Yet It's Love"
- 2010 – "Monster"
- 2011 – "Suspicious Minds"
- 2011 – "Not Alone"
- 2012 – "Dancing Girl"
- 2012 – "Traces of You"